# Ksenotoka
Ksenotoka (Xenotoca eiseni) – gatunek słodkowodnej ryby z rodziny żyworódkowatych (Goodeidae).

## Występowanie
Śródlądowe wody Wyżyny Meksykańskiej, głównie dorzecze Rio Lerma.

## Opis
Samice osiągają długość 9 cm, samce są nieco mniejsze. Andropodium powstało przez przekształcenie przedniej części płetwy odbytowej, a część tylna pozostała bez zmian.

## Rozmnażanie
Gdy dojrzała samica ma powiększony brzuch i nabrzmiałe okolice otworu płciowego umieszcza się ją w klateczce z oczkami o średnicy 5 mm. Liczba młodych waha się od 20 do 60, w zależności od wielkości i wieku matki. Samica może rodzić co sześć tygodni, a każdy poród jest poprzedzony aktem zapłodnienia. Samice mają skłonności kanibalistyczne. Jaja zawierają niewielką ilość odżywczego żółtka, młode czerpią pokarm z ciała matki za pomocą trofotenii (wyrostki zarodkowe), które łączą się kosmkami z błoną śluzową jej jajnika. Trofotenie są widoczne u młodych tylko po urodzeniu, później bardzo szybko zanikają.

## Wymagania
Woda w akwarium powinna być czysta, średnio twarda, o odczynie obojętnym lub lekko zasadowym i temperaturze 22–24 °C.